# Kaieteur nemzetközi repülőtér
A Kaieteur nemzetközi repülőtér (IATA: KAI, ICAO: SYKA) Guyana egyik nemzetközi repülőtere, amely Potaro-Siparuni közelében található. 

## Kifutópályák
A repülőtér futópályái:
- 07/25 (615 m, beton)

## Légitársaságok és úticélok
2023-ban a Kaieteur nemzetközi repülőtérről az alábbi járatok indulnak:
| Légitársaság         | Célállomások                             |
| -------------------- | ---------------------------------------- |
| Roraima Airways      | Georgetown–Cheddi Jagan, Georgetown–Ogle |
| Trans Guyana Airways | Georgetown–Ogle                          |